# Luca Masso
Luca Masso (17 de julho de 1994) é um jogador de hóquei sobre grama argentino-belga, campeão olímpico

## Carreira
Luca Masso integrou o elenco da Seleção Argentina de Hóquei Sobre Grama, nas Olimpíadas de 2016. Na Rio 2016 sagrou-se campeão olímpico.